# Manfred Heise
Manfred Heise (* 16. November 1940 in Treffurt, Thüringen) ist ein deutscher Politiker (CDU) und ehemaliger Abgeordneter des Deutschen Bundestages.

## Leben
Nach der achtjährigen Grundschule machte Heise eine Ausbildung zum Kfz-Schlosser und besuchte einen studienvorbereitenden Lehrgang.
Er studierte an der Ingenieurschule Zwickau mit Abschluss als Kfz-Ingenieur in der Fachrichtung Instandhaltung. Von 1964 bis 1966 arbeitete er als Betriebsingenieur bei der Firma Ing. Maier-Rehm KG in Eisenach und bis 1972 als deren Produktions- und Technischer Leiter. Anschließend wurde er stellvertretender Betriebsleiter und 1975 Betriebsleiter.
Bis 1989 übte er diese Funktionen aus. 1990 trat er aus dem Betrieb aus, um sich seinem Bundestagsmandat widmen zu können. Nach dem Ausscheiden aus der Bundespolitik hat Heise die Leitung einer Kanzlei in Eisenach übernommen.
Manfred Heise ist verheiratet und hat einen Sohn.

## Politik
Bereits 1964 trat Heise in die CDU der DDR ein. Von 1982 bis 1993 war er Kreisvorsitzender der CDU in Eisenach, am 18. März 1990 wurde er Abgeordneter der Volkskammer. Dieses Mandat endete am 2. Oktober, einen Tag später wurde er Abgeordneter des Deutschen Bundestages, dem er bis 2002 angehörte.
Heise war im Bundestag Repräsentant des Bundestagswahlkreises 297 (Eisenach-Mühlhausen), für seine Fraktion war er ordentliches Mitglied des Verkehrs- und des Petitionsausschusses. Heise war beteiligt an der Harmonisierung von europäischen Vorschriften zum Verkehrsrecht und Baunormen, er kümmerte sich beispielsweise bei Bahnhofssanierungsprojekten um die Durchsetzung von behindertengerechten Zugängen. In Thüringen war er in die Entwicklung der Verkehrsinfrastruktur eingebunden.